# Caius Cassius Longinus Varus
Pour les articles homonymes, voir Cassius Longinus.
Caius Cassius Longinus Varus était un homme politique romain, appartenant à la gens Cassia, qui fut consul en 73 av. J.-C..

## Biographie
En 73 av. J.-C., Cassius et son collègue Marcus Terentius Varro Lucullus firent adopter la lex Terentia qui décrétait que le grain soit vendu à un bas prix à Rome. L'année suivante, il fut nommé proconsul de la province romaine de Gaule cisalpine. Lors de la troisième Guerre servile il fut défait face à Spartacus près de Mutina et échappa de peu à la mort. En 66 av. J.-C., il soutint la Lex Manilia qui accordait un pouvoir militaire exceptionnel à Pompée pour combattre Mithridate VI.
Il semble qu'il ait vécu jusqu'à un âge avancé : en effet en 43 av. J.-C., il fut proscrit et tué à Minturnae. C'est peut-être le père de Caius Cassius Longinus - un des assassins de César - mort la même année.